# Leverett Glacier
Leverett Glacier  – lodowiec w Górach Transantarktycznych w Antarktydzie Wschodniej, spływający do Lodowca Szelfowego Rossa.

## Nazwa
Nazwany na cześć amerykańskiego geologa i glacjologa Franka Leveretta (1859–1943), autorytetu w dziedzinie geologii glacjalnej środkowych Stanów Zjednoczonych .

## Geografia
Leverett Glacier w Górach Transantarktycznych w Antarktydzie Wschodniej. Odprowadza lód z Watson Escarpment, spływając powolnie najpierw w kierunku północnym między California Plateau i Stanford Plateau, a następnie w kierunku zachodnio-północno-zachodnim między Harold Byrd Mountains a Tapley Mountains , uchodząc na wschód od ujścia Lodowca Scotta do Lodowca Szelfowego Rossa pokrywającego południowe Morze Rossa . Liczy ok. 32 km długości i ok. 16 km szerokości .

## Historia
Leverett Glacier został odkryty w listopadzie 1929 roku przez geologów pod przewodnictwem Laurence’a McKinley’a Goulda (1896–1995) podczas pierwszej ekspedycji antarktycznej Richarda Byrda (1888–1957) w latach 1929–1930 .